# Taruik Beluai
Der Taruik Beluai (kurz Beluai) ist ein Hügel in Osttimor mit einer Höhe von 168 m. Er liegt im Nordosten der Aldeia Batugade (Sucos Batugade). Im Osten und Norden fließt der Leometik vorbei. Südlich verläuft die Überlandstraße von Batugade nach Balibo. An ihr liegen die Siedlungen Aumodok und Budin. Jenseits des Leometik erhebt sich der Taruik Laharuiti (168 m), der den Beginn des Küstengebirges markiert, dessen Gipfel der Foho Lauleun (699 m) ist.